# Frostius pernambucensis
Espèce
Synonymes
- Atelopus pernambucensis Bokermann, 1962

Statut de conservation UICN

 LC  : Préoccupation mineure
Frostius pernambucensis est une espèce d'amphibiens de la famille des Bufonidae.

## Répartition
Cette espèce est endémique de la côte Nord-Est du Brésil. Elle se rencontre jusqu'à 800 m d'altitude :
- à la Paraíba à João Pessoa ;
- au Pernambouc à Recife ;
- en Alagoas à Murici.

## Étymologie
Son nom d'espèce, composé de pernambuc et du suffixe latin -ensis, « qui vit dans, qui habite », lui a été donné en référence au lieu de sa découverte, le Pernambouc.

## Publication originale
- Bokermann, 1962 : Una nueva especies de Atelopus del nordeste de Brasil (Amphibia, Salientia, Brachycephalidae). Neotropica,  vol. 8, p. 42-44.